# Stine Marg
Stine Marg (* 1983 in Rostock) ist eine deutsche Politikwissenschaftlerin und  geschäftsführende Leiterin des Instituts für Demokratieforschung an der Georg-August-Universität Göttingen. Ein Schwerpunkt ihrer Forschung und Publikationen ist das Verhältnis der rechtspopulistischen „Pegida“ zur Demokratie.

## Beruflicher Werdegang
Nach dem Abitur 2003 am Gymnasium Sanitz studierte Marg von 2003 bis 2008 Politikwissenschaft und Mittlere und Neuere Geschichte an der Göttinger Universität (M.A.).
Im Jahr 2009 wurde sie wissenschaftliche Mitarbeiterin in der AG Parteien- und Politische Kulturforschung am Göttinger Institut für Demokratieforschung, dessen Leitung sie später übernahm. 2013 wurde sie bei Franz Walter mit der Dissertation Vorstoß in die Mitte. Fokusgruppen als Instrument zur Erkundung der funktionsbedürftigen sozialen Mitte zum Dr. disc. pol. promoviert. Ihre allgemeinen Forschungsschwerpunkte sind Politische Kulturforschung, Qualitative Sozialforschung, Protestforschung und soziale Formationen wie „Mitte“ und „Bürgertum“.
Seit 2013 ist sie geschäftsführende Leiterin des Göttinger Instituts für Demokratieforschung. Seit dem Wintersemester 2017/18 vertritt sie ihren Vorgänger Franz Walter in Professur und Institutsleitung, da sich Walter aus gesundheitlichen Gründen in den Vorruhestand begeben hat.
Stine Marg ist Herausgeberin der Reihe Studien des Göttinger Instituts für Demokratieforschung zur Geschichte politischer und gesellschaftlicher Kontroversen, die im Transcript Verlag erscheinen.
Über das 2015 gemeinsam mit Franz Walter herausgegebene Buch Sprachlose Elite? Wie Unternehmer Politik und Gesellschaft sehen, mit dem die Ergebnisse von 160 Interviews mit Angehörigen der „Wirtschaftselite“ vorgelegt wurden, sagte Peter Marx vom Deutschlandfunk Kultur, die Texte seien „zwar schwergängig“, sie zu lesen lohne aber. Wie Wirtschaftsvertreter denken, sei „spannend“ zu erfahren, habe allerdings „Nebenwirkungen“: „Sie erschüttern das Vertrauen in die politische Urteilskraft der Wirtschaftselite, die sich manchmal nur belächeln lässt.“
Im März 2018 wurde Marg neben Patrizia Nanz von den beiden Moderatoren Birgit Klaus und Dennis Wilms von Planet Wissen zum Thema Demokratie in Not in eine knapp 60-minütige Sendung eingeladen, in deren Verlauf die beiden Politikwissenschaftlerinnen Hoffnungen wie Befürchtungen im Zusammenhang mit dem Thema Demokratie Raum gaben und Thomas Haigis als Bürgerreferent des Ortes Filderstadt ein Beispiel für mehr Bürgerbeteiligung vorstellte. Auf ihrer Übersichtsseite zu diesem Thema hat Planet Wissen die Einspieler aus der Sendung und weiterführendes Material zusammengestellt.

## Schriften (Auswahl)
- Mitte in Deutschland. Zur Vermessung eines politischen Ortes (= Studien des Göttinger Instituts für Demokratieforschung zur Geschichte politischer und gesellschaftlicher Kontroversen. Bd. 8). Transcript, Bielefeld 2014, ISBN 978-3-8376-2728-2.
- Die ‚wehrhafte Demokratie‘ als historische Legitimationsgrundlage des Verfassungsschutzes. In: Demokratie-Dialog. Nr. 4, 2019, S. 12–20 (fodex-online.de [PDF; 3,0 MB; abgerufen am 10. September 2020]).
- mit Franz Walter (Hrsg.): Göttinger Köpfe und ihr Wirken in die Welt. Vandenhoeck & Ruprecht, Göttingen u. a. 2012, ISBN 978-3-525-30036-7.
- mit Franz Walter: Von der Emanzipation zur Meritokratie. Betrachtungen zur 150-jährigen Geschichte von Arbeiterbewegung, Linksintellektuellen und sozialer Demokratie. Vandenhoeck & Ruprecht, Göttingen 2013, ISBN 978-3-525-38001-7.
- mit Lars Geiges, Felix Butzlaff, Franz Walter (Hrsg.): Die neue Macht der Bürger. Was motiviert die Protestbewegungen? BP-Gesellschaftsstudie. Rowohlt, Reinbek bei Hamburg 2013, ISBN 978-3-498-07254-4.
- mit Katharina Trittel, Bonnie Pülm: Weißkittel und Braunhemd. Der Göttinger Mediziner Rudolf Stich im Kaleidoskop. Vandenhoeck & Ruprecht, Göttingen u. a. 2014, ISBN 978-3-525-30056-5.
- Franz Walter, Stine Marg (Hrsg.): Sprachlose Elite? Wie Unternehmer Politik und Gesellschaft sehen. BP-Gesellschaftsstudie. Rowohlt, Reinbek bei Hamburg 2015, ISBN 978-3-498-04213-4.
- mit Katharina Trittel, Matthias Micus, Lars Geiges: Demokratie-Dialog. Die Arbeit des Instituts für Demokratieforschung im Rahmen der „Forschungs- und Dokumentationsstelle zur Analyse politischer und religiöser Extremismen in Niedersachsen“. In: Demokratie-Dialog. Nr. 1, 2017, S. 2–9 (demokratie-goettingen.de [PDF; 1,4 MB; abgerufen am 10. September 2020]).

### Schriften zu Pegida
- Lars Geiges, Stine Marg, Franz Walter: Pegida. Die schmutzige Seite der Zivilgesellschaft? (= X-Texte). Transcript, Bielefeld 2015, ISBN 978-3-8376-3192-0.
- Stine Marg, Katharina Trittel, Christopher Schmitz, Julia Kopp, Franz Walter: NoPegida. Die helle Seite der Zivilgesellschaft? Transcript, Bielefeld 2016, ISBN 978-3-8376-3506-5.
- Julian Schenke, Christopher Schmitz, Stine Marg, Katharina Trittel: Pegida-Effekte? Jugend zwischen Polarisierung und politischer Unberührtheit (= X-Texte zu Kultur und Gesellschaft). Transcript, Bielefeld 2018, ISBN 978-3-8376-4605-4.